# Casetta Mistica
Casetta Mistica è la zona urbanistica 7F del Municipio Roma V di Roma Capitale. Si estende sulla zona Z. XII Torre Spaccata.
Nell'area è presente il cosiddetto Parco della Mistica, un'estesa area verde.
Prende il nome da alcuni casali presenti nella tenuta della Mistica. 41.881292°N 12.608596°E

## Geografia fisica

### Territorio
La zona confina:
- a nord con la zona urbanistica 7H Omo
- a est con la zona urbanistica 8F Torre Angela
- a sud con la zona urbanistica 8B Torre Maura
- a ovest con le zone urbanistiche 7B Alessandrina e 7E Tor Tre Teste